# Venus Williams
Venus Ebony Starr Williams (født 17. juni 1980 i Lynwood, Californien) er en amerikansk tennisspiller og storesøster til Serena Williams. Hun har ligget øverst på WTA-ranglisten i både single og double, og hun har en stribe rekorder i sin sport, heriblandt som den spiller, uanset køn, der har spillet flest grand slam-turneringer nogensinde. Hun har vundet 49 WTA-turneringer i single, heriblandt grand slam-turneringer, og 22 turneringer i double, heraf 14 grand slam-turneringer.

## Tenniskarriere

### OL
Williams deltog første gang i OL i 2000 i Sydney, hvor hun som nummer ét på verdensranglisten med sejr samme år i Wimbledon og US Open favorit. Hun havde heller ikke større problemer med at nå finalen, selv om hun afgav sæt i både kvart- og semifinalen. I finalen vandt hun uden problemer 6-2, 6-4 over russeren Jelena Dementjeva og sikrede sig dermed guldet, mens landsmanden Monica Seles (som hun besejrede i semifinalen) vandt bronze. Ved samme OL stillede hun også op i double sammen med sin søster Serena, og skønt de ellers ikke spillede meget double, havde de ikke problemer med at vinde denne række. I finalen blev det sejr på 6-1, 6-1 over hollænderne Kristie Boogert og Miram Oremans, mens belgierne Els Callens og Dominique van Roost fik bronze.
Venus Williams deltog også i begge rækker ved OL 2004 i Athen dog uden at nå medaljekampene, og ved OL 2008 i Beijing nåede hun kvartfinalen i single. I double havde Williams-søstrene et par bump undervejs til finalen, men her vandt de sikkert over spanierne Anabel Medina og Vivi Ruano med 6-2, 6-0 og sikrede sig dermed endnu en guldmedalje, mens kineserne Yan Zi og Zheng Jie vandt bronze.
Ved OL 2012 i London nåede hun igen ikke så langt i single, men sammen med Serena havde de denne gang, skønt useedede på grund af flere skader, ingen problemer med at nå finalen, idet de ikke afgav sæt. I finalen mødte de tjekkerne Andrea Hlaváčková og Lucie Hradecká, som de besejrede 6-4,6-4, mens Marija Kirilenko og Nadia Petrova fik bronze. Ved OL 2016 i Rio de Janeiro deltog hun ud over i single og damedouble også i mixed double, hvor det gik bedst. Sammen med Rajeev Ram nåede hun finalen, hvor det blev til nederlag til landsmændene Bethanie Mattek-Sands og Jack Sock 6-7, 6-1, 10-7, mens bronzen gik til tjekkerne Lucie Hradecká og Radek Štěpánek.
Venus Williams er sammen med søsteren Serena alene om at have vundet fire OL-guldmedaljer i tennis blandt kvindelige spillere.

## Grand Slam-titler
- US Open:
  - Double damer: 1999 (sammen med Serena Williams)
  - Single damer: 2000 (besejrede Lindsay Davenport med 6-4, 7-5 i finalen)
  - Single damer: 2001 (besejrede Serena Williams med 6-2, 6-4 i finalen)
  - Double damer: 2009 (sammen med Serena Williams)
- French Open:
  - Mixed double: 1998 (sammen med Justin Gimelstob)
  - Double damer: 1999 (sammen med Serena Williams)
  - Double damer: 2010 (sammen med Serena Williams)
- Wimbledon:
  - Single damer: 2000 (besejrede Lindsay Davenport med 6-4, 7-6 i finalen)
  - Double damer: 2000 (sammen med Serena Williams)
  - Single damer: 2001 (besejrede Justine Henin-Hardenne med 6-1, 3-6, 6-0 i finalen)
  - Double damer: 2002 (sammen med Serena Williams)
  - Single damer: 2005 (besejrede Lindsay Davenport med 4-6, 7-6, 9-7 i finalen)
  - Single damer: 2007 (besejrede Marion Bartoli med 4–6, 1-6 i finalen)
  - Single damer: 2008 (besejrede Serena med 7–5, 6–4 i finalen).
  - Double damer: 2008 (sammen med Serena Williams)
  - Double damer: 2009 (sammen med Serena Williams)
  - Double damer: 2012 (sammen med Serena Williams)
  - Double damer: 2016 (sammen med Serena Wiliams)
- Australian Open:
  - Mixed double: 1998 (sammen med Justin Gimelstob)
  - Double damer: 2001 (sammen med Serena Williams)
  - Double damer: 2003 (sammen med Serena Williams)
  - Double damer: 2009 (sammen med Serena Williams)
  - Double damer: 2010 (sammen med Serena Williams)

## Privatliv
I 2011 fik hun diagnosticeret lidelsen Sjögrens syndrom  og i forlængelse heraf besluttede hun at overgå til en vegansk raw-food-diæt. Efterfølgende besluttede hendes søster Serena at gøre det samme i solidaritet med søsteren.